# Erik Belshaw
Erik Belshaw (* 23. August 2004 in Steamboat Springs, Colorado) ist ein US-amerikanischer Skispringer.

## Persönliches
Belshaw ist der jüngere Bruder von Annika Belshaw (geb. 2002), die ebenfalls als Skispringerin aktiv ist. Er stammt aus Steamboat Springs und startet für den Steamboat Springs Winter Sports Club.

## Werdegang
Erik Belshaw trat erstmals im Jahr 2019 bei internationalen, von der Fédération Internationale de Ski organisierten Wettkämpfen in Erscheinung.

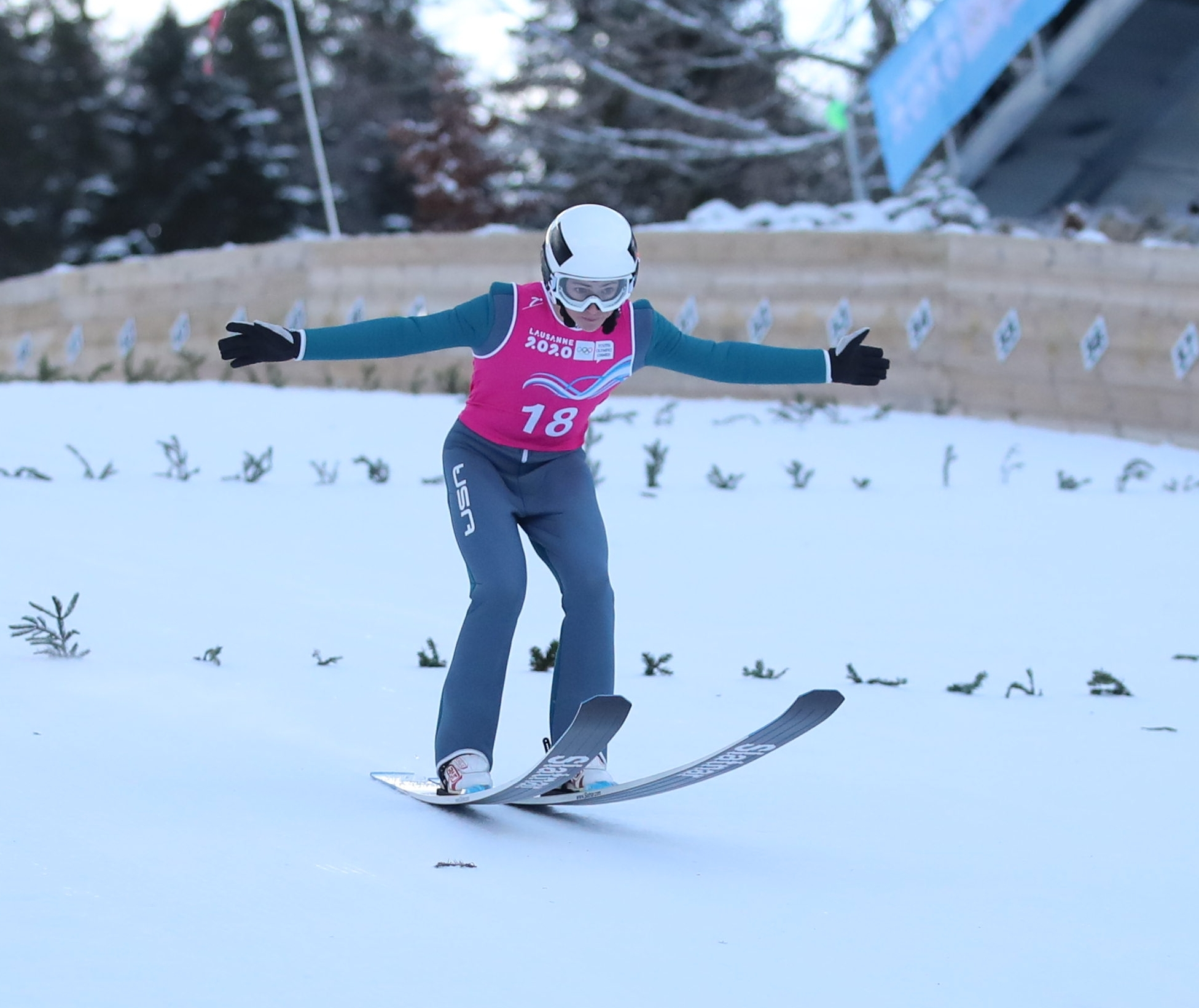
Belshaw bei der Landung

Im Alter von 15 Jahren nahm er an den Olympischen Jugend-Winterspielen 2020 in Lausanne teil und belegte im Einzelspringen von der Normalschanze am 19. Januar 2020 den 22. Platz. Bei den Nordischen Junioren-Skiweltmeisterschaften 2020 in Oberwiesenthal startete er in zwei Wettkämpfen. Dort erreichte im Einzelspringen von der Normalschanze am 5. März 2020 den 35. und im Teamspringen ebenfalls von der Normalschanze zwei Tage später gemeinsam mit Decker Dean, Greyson Scharffs und Andrew Urlaub den zehnten Platz.
Am 16. Januar 2021 gab er bei zwei Wettbewerben in Innsbruck sein Debüt im Continental-Cup. Bei den Junioren-Skiweltmeisterschaften 2021 erzielte er gemeinsam mit Andrew Urlaub, Landon Lee und Shane Kocher den elften Platz im Teamwettbewerb. Im Einzelspringen von der Normalschanze ging er trotz Meldung nicht an den Start. Bei den Nordischen Skiweltmeisterschaften 2021 in Oberstdorf scheiterte in beiden Einzelwettkämpfen an der Qualifikation für den Wettkampf und wurde im Mannschaftsspringen an der Seite von Andrew Urlaub, Casey Larson und Decker Dean Zehnter.
Anfang Dezember 2021 konnte er bei den beiden Continentalcup-Springen im chinesischen Zhangjiakou mit den Plätzen 18 und 16 erstmals in die Punkteränge dieser Wettkampfserie springen. Bei den Nordischen Juniorenskiweltmeisterschaften 2022 im polnischen Zakopane wurde er im Einzel 18., im Mixed-Teamwettbewerb Zehnter und im Mannschaftswettbewerb mit dem US-amerikanischen Team Zwölfter und damit Letzter.
Am 17. Dezember 2022 debütierte Belshaw im Weltcup und holte dort einen Tag später erstmals Punkte.

## Statistik

### Weltcup-Platzierungen
| Saison  | Platz | Punkte |
| ------- | ----- | ------ |
| 2022/23 | 58.   | 017    |
| 2023/24 | 35.   | 137    |
| 2024/25 | 51.   | 026    |